# Saint-Christophe (Rhône)
Saint-Christophe korábbi község (település) Franciaországban, Rhône megyében. 2019. január 1-jén Avenas, Ouroux, Monsols, Saint-Jacques-des-Arrêts, Saint-Mamert és Trades községekkel egyesült és az így létrejött Deux-Grosnes új község része lett.
Lakosainak száma 227 fő (2018. január 1.). Saint-Christophe Saint-Pierre-le-Vieux, Monsols, Ouroux, Saint-Bonnet-des-Bruyères, Saint-Mamert és Trades községekkel határos.

## Népesség
A település népessége az elmúlt években az alábbi módon változott:
| Lakosok száma | 243  | 240  | 244  | 241  | 227  |
|               | 2013 | 2015 | 2016 | 2017 | 2018 |